# オブ・ジー・アイ・シング
『オブ・ジー・アイ・シング』（またはオブ・ティー・アイ・シング、英題: Of Thee I Sing）は、アイラ・ガーシュウィンの作詞、ジョージ・ガーシュウィンの作曲、ジョージ・S・カウフマンとモリー・リスキンドの脚本によるミュージカル。日本語の題は『君に捧げる歌』『君がために歌う』『君がために歌わん』などがある。
このミュージカルはアメリカの政治を風刺する。そのストーリーは、"love" の演壇で演じたアメリカ合衆国大統領ジョン・P・ウィンターグリーン（John P. Wintergreen）と副大統領アレキサンダー・スロットルボトム（Alexander Throttlebottom）に関係がある。しかしウィンターグリーンは、彼のために選ばれた美しいページェントの勝者ダイアナ・デヴェローではなく、賢明なマリー・ターナーを愛することになる時、彼は彼自身が政治的窮地にいると気が付く。 
このオリジナルのブロードウェイ作品は、カウフマンが監督し、1931年に開演、441回の上演、称賛を浴び、興行的に成功した。それはアメリカ合衆国とロンドンで何度か再演されてきた。オブ・ジー・アイ・シングは1932年にピューリッツァー賞戯曲部門をミュージカルとして初めて受賞した。